# Phyxelida anatolica
Phyxelida anatolica is een spinnensoort uit de familie Phyxelididae. De soort komt voor in Cyprus & Turkije.